# 조디 맥크리어
조디 맥크리어(Jody McCrea, 1934년 9월 6일 ~ 2009년 4월 4일)는 미국의 배우, 텔레비전 배우, 영화배우, 육군 병사이다.

## 영화
- 하우 투 스터프 어 와일드 비키니 (1965년)
- 비치 브랭켓 빙고 (1965년)
- 해변 파티 4 - 파자마 파티 (1964년)
- 해변 파티 3 - 비키니 비치 (1964년) - 데드헤드 역
- 해변 파티 2 - 육체미 해변 파티 (1964년)
- 해변 파티 (1963년)
- 포스 오브 임펄스 (1961년)
- 세상에 도전한 괴물 (1957년)